# Borbacha lineata
Borbacha lineata là một loài bướm đêm trong họ Geometridae.